# Plan de Jalapa
El Plan de Jalapa  fue un pronunciamiento realizado el 4 de diciembre de 1829 por el Ejército de Reserva con el objetivo de conservar el pacto federal en los Estados Unidos Mexicanos. El vicepresidente Anastasio Bustamante, que a la par encabezó al Ejército de Reserva, se adhirió al pronunciamiento. Muy pronto comenzó a desacreditarse públicamente al gobierno del presidente Vicente Guerrero, en consecuencia, se desconoció su legitimidad y Bustamante asumió la titularidad del Poder Ejecutivo.

## Marco histórico
En las elecciones presidenciales, celebradas en agosto de 1828, había resultado ganador Manuel Gómez Pedraza, sin embargo, debido a los levantamientos realizados por Lorenzo de Zavala y José María Lobato en el motín de la Acordada, el 4 de abril de 1829 el Congreso de la Unión emitió un resolución por la cual Vicente Guerrero asumió la presidencia y Anastasio Bustamante la vicepresidencia de la república. 
En julio de 1829, el general Isidro Barradas dirigió el último intento por reconquistar México, fue confrontado por las fuerzas comandadas por Antonio López de Santa Anna y Manuel Mier y Terán. Para poder obtener recursos económicos, Guerrero tuvo que implantar una impopular reforma fiscal diseñada por Lorenzo de Zavala. En septiembre, el presidente Guerrero ordenó situar al Ejército de Reserva, con una fuerza de 3000 hombres, en los alrededores de Jalapa, Córdoba y Orizaba. Ese mismo mes, el presidente decretó la amnistía a los rebeldes pronunciados durante el Plan de Montaño, de esta forma regresaron al país Nicolás Bravo y Miguel Barragán, casi de inmediato corrieron rumores de que se preparaba un movimiento para cambiar la forma de gobierno.

## Pronunciamiento
El 6 de noviembre de 1829, la guarnición de San Francisco de Campeche se pronunció por la república centralista. Guerrero comisionó a Lorenzo de Zavala para reducir al orden a dicha guarnición, pero Zavala tuvo que regresar cuando se le amenazó de muerte. Por otra parte, Guerrero había ordenado al comandante José María Durán reemplazar al coronel Ignacio Inclán que estaba al mando del batallón Toluca en la ciudad de Jalapa. El 24 de noviembre, el cuartel se amotinó pues creyó falsamente que el nombramiento del nuevo comandante se debía a un giro de la política de Guerrero para imponer el centralismo en la república.
El 4 de diciembre de 1829, bajo el pretexto del pronunciamiento centralista de Campeche y del motín del Ejército de Reserva, el general Melchor Múzquiz y el coronel José Antonio Facio pronunciaron el Plan de Jalapa, mediante el cual: 
a) Se juraba sostener el pacto federal.
b) El ejército no dejaría las armas hasta restablecer el orden constitucional.
c) Se pedía suprimir las facultades extraordinarias que se habían otorgado a Vicente Guerrero por la incursión de Isidro Barradas.
d) Se pedía remover a todos los funcionarios que se opusieran al plan.
e) Se ofrecía el apoyo del ejército a las autoridades civiles, eclesiásticas y militares, siempre y cuando no se opusieran al plan.
f) Se invitó al vicepresidente Bustamante y al general Antonio López de Santa Anna para ponerse a la cabeza de los conjurados.
Una vez que Bustamante aceptó el mando del ejército, el coronel Pablo de Mauliaá comenzó a desacreditar al gobierno de Guerrero recordando el motín de la Acordada para desconocer su legitimidad. Por su parte, Santa Anna aceptó inicialmente el plan a favor del federalismo, pero el día 15 de diciembre, cuando se percató que se trataba de un ardid para destituir a Guerrero, rechazó tajantemente la oferta. Los periódicos El Sol y El Mensajero elogiaron el pronunciamiento del Ejército de Reserva. Varias guarniciones militares se fueron uniendo al plan: pese a la oposición del gobernador de Puebla, Patricio Furlong, la Legislatura del Estado y el comandante de la guarnición, José María Calderón, se sumaron al plan del Ejército de Reserva el día 9, la guarnición de Tehuantepec el día 17, la de San Luis Potosí el 19, la de la Ciudad de México el 22, la de Guadalajara el 24, y la de Morelia el 27 de diciembre.
Guerrero reunió al Congreso en sesión extraordinaria para solicitar el permiso correspondiente para ponerse al mando de una fuerza armada y así poder enfrentar a la rebelión, sin embargo la facción opositora denegó el permiso, aduciendo que el pronunciamiento era una causa justa. La Cámara de Diputados designó como presidente internino a José María Bocanegra, pero la Cámara de Senadores —que era dominada por el grupo opositor a Guerrero— no aprobó el nombramiento. En la noche del 22 de diciembre de 1829, el general Luis Quintanar, al mando de la guarnición de la capital, se pronunció en contra de Bocanegra y a favor del Plan de Jalapa, acto seguido tomó la plaza de La Ciudadela y se dirigió al Palacio Nacional. En la mañana del 23, se izó una bandera blanca en el palacio y Bocanegra mandó abrir las puertas. De inmediato se llamó al presidente de la Suprema Corte de Justicia, Pedro Vélez, quien formó una junta provisional de gobierno en compañía de Luis Quintanar y Lucas Alamán.
El 1 de enero de 1830, Anastasio Bustamante, en su calidad de vicepresidente, tomó a cargo la titularidad del Poder Ejecutivo y nombró a su gabinete: Lucas Alamán como secretario de Relaciones, Rafael Mangino en Hacienda, José Ignacio Espinosa Vidaurre en Justicia, y Manuel Mier y Terán en Guerra, aunque este último no asumió el cargo y fue sustituido por José Antonio Facio. Se había formado así el autodenominado grupo "de los hombres de bien", el cual fue apoyado por el clero alto, el ejército y la clase propietaria.  El 7 de enero, el presidente del Senado, Antonio Pacheco Leal, propuso declarar a Guerrero imposibilitado para gobernar la República, el 4 de febrero de 1830, por 23 votos a favor y 17 en contra, el Congreso emitió este decreto.

## Reacciones y consecuencias
Antonio López de Santa Anna se había pronunciado a favor del gobierno del presidente Guerrero, sin embargo, cuando se enteró de que el 29 de diciembre la tropa de la división que había salido en compañía del presidente decidió defeccionar y unirse al Plan de Jalapa, y, que al mismo tiempo parte de su tropa había hecho lo mismo, reconoció al gobierno establecido en la capital, renunció al mando político y militar de Veracruz, y se retiró a su hacienda de Manga de Clavo. Guerrero se dirigió a Tixtla, no obstante las muestras de simpatía iniciaron con el gobernador de Michoacán José Salgado, quien instruyó al coronel Juan José Codallos para que con 2000 hombres apoyara a Guerrero. El 11 de marzo de 1830, fue proclamado el Plan de Codallos, cinco días más tarde Juan Álvarez lo secundó, iniciándose así la Guerra del Sur. Los problemas políticos por la inconformidad de la destitución presidencial se extendieron a varios estados de la República. La guerra finalizó hasta el mes de octubre de 1831 con el triunfo de los bustamantistas.
El 3 de enero de 1830 se expulsó del país al ministro estadounidense Joel R. Poinsett. Durante el gobierno de Bustamante, la política centralista llevada a cabo por Lucas Alamán trató de eliminar a las legislaturas y/o gobiernos de los estados de Jalisco, Michoacán, Querétaro, Durango, Tamaulipas, Tabasco, Oaxaca, Puebla, Veracruz, Chiapas y México. no obstante, intentó ordenar la hacienda pública, y promovió la economía y la educación. Por otra parte, se reformó la ley de colonización para que una mayor parte de mexicanos se instalara en Texas, pero el esquema fracasó a pesar de los esfuerzos realizados por Manuel Mier y Terán.
El ministro de Guerra, Antonio Facio, emprendió una persecución contra los opositores al régimen. Los periódicos federalistas El Correo y El Atleta fueron multados por un reglamento recién creado, sus maquinarias fueron embargadas, no cerraron por libertad de expresión, sino por carencia de recursos. Fueron desterrados los diputados Anastasio Zerecero y José María Alpuche, así como el exgobernador del Estado de México Lorenzo de Zavala.
El 21 de junio de 1831, sobre la base de la redacción del artículo 4° del Plan de Jalapa, se pidió la remoción de los diputados de oposición Herrera, Bocanegra, Baradre, Hernando del Valle, Bermúdez, Palomino, Pedro Anaya, Ulloa, Matías Quintana, Andrés Quintana Roo, Moreno, Salvatierra, García Tato, Escudero, Plata, Baso, Garmendia, Ordaz y Güido, y los senadores Rejón, Acosta y Viesca. Los confrontamientos bélicos se reiniciaron en enero de 1832 con el pronunciamiento del Plan de Veracruz de Santa Anna, el régimen de los "hombres de bien" terminaría en diciembre de 1832 con la firma de los Convenios de Zavaleta.